# Nobiltà fiorentina

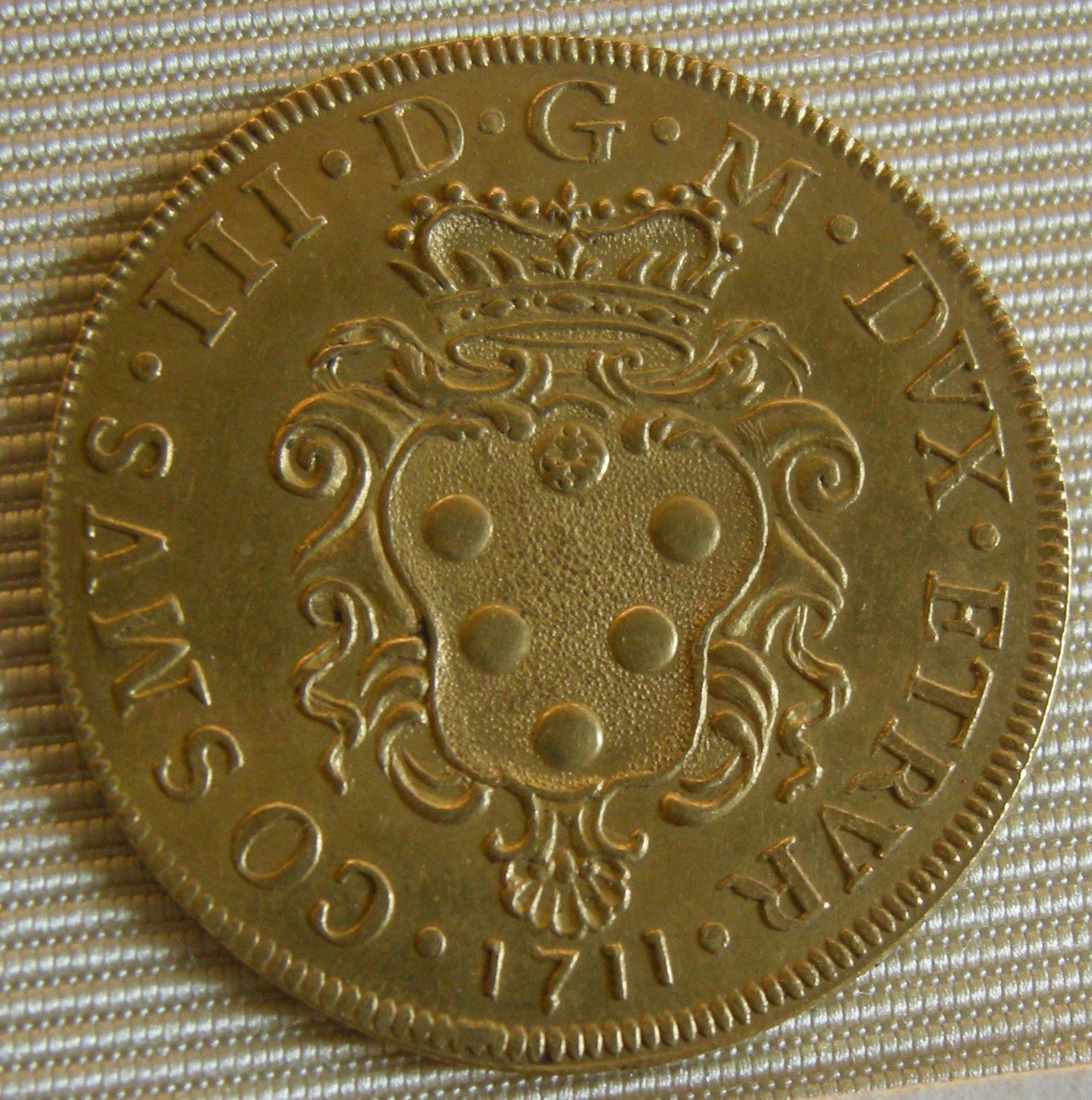
Stemma mediceo con corona granducale, su una doppia d'oro dell'epoca di Cosimo III (1670-1723)

La classe nobiliare toscana fu riorganizzata con Legge del 31 luglio 1750, promulgata a Vienna e pubblicata in Toscana il 1º ottobre 1750. Richiamandosi ai principi generali degli Statuti dei cavalieri dell'Ordine di Santo Stefano fu stabilito che avessero diritto alla dignità di nobili le famiglie possidenti di feudi, appartenenti a ordini nobili, titolari di diplomi di nobiltà o infine che qualche familiare avesse ricoperto la carica civica di Gonfaloniere in una delle cosiddette "Patrie nobili", città del Granducato aventi importanti sedi rappresentative dell'Ordine di Santo Stefano: Firenze, Siena, Pisa, Pistoia, Arezzo, Volterra, Cortona, Sansepolcro, Montepulciano, Colle di Val d'Elsa, San Miniato, Prato, Livorno, Pescia.
La nobiltà toscana si distinse così nelle due classi dei Patrizi e dei Nobili. I Patrizi, riconosciuti nobili da prima del 1532, appartenenti al cavalierato di Santo Stefano, e residenti nelle sole Patrie nobili antiche, cioè in Firenze, Siena, Pisa, Pistoia, Arezzo, Volterra, Montepulciano e Cortona, e i Nobili, a sua volta provenienti da nobiltà semplice, nobiltà civica, senatori e commendatori, con residenza nelle "nuove" Patrie nobili riconosciute con la legge del 1750: Sansepolcro, San Miniato, Livorno, Pescia, Prato, Colle di Val d'Elsa, alle quali si aggiunsero Pontremoli nel 1778, Fiesole nel 1838, Modigliana nel 1838, Pietrasanta nel 1841, e Fivizzano nel 1848.
Complessivamente la nobiltà fiorentina era distinta in feudale, senatoria e priorista. Furono così individuate 267 famiglie nobili fiorentine che dal 1752 cominciarono ad essere iscritte nei "Libri d'oro" della nobiltà della città. Le ultime famiglie iscritte risalgono alla fine del XIX, come quella dei Benso di Cavour.
Elenco in ordine alfabetico delle famiglie nobili fiorentine durante il Granducato di Toscana, derivato dalle opere citate in bibliografia.

## A
- Acciaiuoli
- Adimari
- Alamanni
- Albergotti
- Alberti
- Albertini
- Albizzi, marchesi di Castelnuovo in Val di Cecina
- Aldana
- Aldobrandini
- Alessandri
- Alidosi
- Alli Maccarani, marchesi, 1802
- Almeni
- Altoviti
- D'Ambra (già Giuntinelli)
- Ambrogi
- Dall'Ancisa
- Anforti
- Anichini
- Ansaldi
- Anziani
- Antinori
- Ardimanni
- Arnaldi
- Arrighetti
- Arrighi
- d'Asburgo-Lorena, Casa Reale e Imperiale, ramo di Toscana e Granduchi di Toscana
- Degli Asini
- Attavanti
- Avila
- D'Azzi

## B
- Bacci
- De Baciocchi
- Baglioni
- Bagnesi
- Bagnoli
- Baillou
- Baldesi
- Baldi
- Baldigiani
- Baldini
- Baldinotti
- Baldocci
- Baldovinetti
- Baldovinetti di Poggio
- Balocchi
- Bambagini
- Banchieri
- Bandini
- Da Barberino
- Barberini (già Da Barberino)
- Barbieri
- Barbolani di Montauto, marchesi di Montevitozzo, conti
- Bardelli
- Bardi, conti
- Barducci Cherichini
- Bargigli
- Baroncini
- Bartoli
- Bartoli Filippi
- Bartolini
- Bartolini Baldelli
- Bartolini Salimbeni
- Bartolommei, marchesi di Montegiovi e Montenero in Val d'Orcia
- Barzagli
- Basili Bartolini
- Beccanugi Ammannati
- Beccuto (o del Beccuto)
- Bechi
- Belfredelli
- Belli
- Bellincini
- Bellini
- Bellini delle Stelle
- Belriguardo
- Bencivenni
- Del Benino
- Benso di Cavour, conti
- Benvenuti
- Berardi
- Beroardi Dragomanni
- Berti (già Da Vicano)
- Bertini
- Betti
- Bianchi
- Biffi
- Biliotti
- Bini
- Biondi
- Biotti
- Bittheuser
- Bocchineri
- Bologna
- Bolognini
- Buonaparte, dal ramo corso discende Napoleone
- Buonaparte
- Bonecchi
- Bonfini
- Boni
- Bonsi
- della Bordella
- Borgherini
- Borghese (o Borghesi), principi romani
- Borghini
- Dal Borgo
- Botticelli
- Boverelli
- Bourbon del Monte, marchesi del Monte Santa Maria Tiberina, di Castiglion Fiorentino, di Piancastagnaio
- Bracci
- Branchi
- Brandolini
- Brichieri
- Brizzi
- Broccardi Schelmi
- Brocchi
- Brunaccini
- Buini, conti
- Buonaccorsi
- Buonaccorsi Dolcini
- Buonaini
- Buonamici
- Buonarroti
- Buondelmonti
- Buracchi, marchesi di Montepulciano, San Quirico d'Orcia e Montalcino
- Del Buono
- Buontalenti
- Busacca
- Busca

## C
- Caccini
- Cadorna, nobili piemontesi
- Caimi
- Calderini
- Cambi
- Cambini
- De Cambray Digny
- Campi da Torricchio
- Canacci
- Canigiani
- Canigiani de Cerchi
- Cantucci
- Cappelli
- Capponi, marchesi
- Carcherelli
- Cardi
- Cardicigoli
- Carducci
- Carlini
- Carnesecchi
- Carrara
- Casini
- Castellani, conti
- Castelli
- Cataldi
- Catellini da Castiglione
- Cattani
- Cavalcanti
- Cavalloni
- Cecchini
- Cecconi
- Cellai
- Cellesi
- Da Cepparello
- Ceramelli
- Cerbini Bonaccorsi
- De' Cerchi
- Cerretani
- Cerretesi
- Chellini
- Ciacchi
- Cicciaporci
- Cignani
- Cinotti
- Cioli
- Cioni
- Cipriani
- Cocchi
- Coffoli
- Coletti
- Collarini
- Collini
- Colloredo marchesi di S. Sofia, ramo di Mels
- Colson
- Compagni
- Comparini
- Coppi
- Coppoli
- Corboli
- Corsetti
- Corsi
- Corsi Puccini
- Corsini, marchesi di Laiatico e Orciatico, conti di Alberese e principi romani
- Cosi
- Covoni Girolami Bettoni
- Covoni

## D
- Dainelli da Bagnano
- Dandi
- Danielli da Bagnano
- Dati
- Davanzati
- del Nero, marchesi
- Del Vigna
- Demidoff, principi russi
- Dewitt
- Dini
- Dithmar di Schmidveiller
- Doni
- Donnini
- Dufour
- Dufour Berte
- Duranti
- Durazzini

## E
- Ercolani Onesti
- Eynard Lullin

## F
- Fabbreschi
- Fabbri
- Fabbrini
- Fabrini
- Fabrini dagli Aranci
- Falagiani
- Falconieri
- Falcucci
- Fancelli
- Fantoni
- Federighi, conti, 1751
- Fedini
- Fenzi
- Feroni, marchesi di Bellavista, 1754
- De Ferra
- Ferrucci
- Fiaschi
- Figlinesi, Fighineldi
- Da Filicaja 1751
- Firidolfi da Panzano 1751
- Foggi Borghi
- Fontebuoni
- Formigli
- Forti
- Da Fortuna
- Franceschi, baroni, 1751
- Francesconi
- Franchini
- Francois
- Franzesi
- Frescobaldi, marchesi della Castellina e Capraia, 1751
- Frizzi

## G
- Gabrielli
- Gabburri
- Gabellotti
- Gaddi
- Gaetani 1751
- Galeffi Conti di Versilia, signori di Vallecchia e Corvaia, esiliati a Pescia dai Guinigi di Lucca
- Galeotti
- Galganetti
- Galilei, marchesi 1751
- Galletti
- Galli
- Galli Tassi, conti
- Ganucci, marchesi 1757
- Del Garbo, marchesi
- Gargiolli
- Garzoni Venturi, marchesi
- Gatteschi, marchesi, 1751
- Gauard des Pivets
- Gaulard
- Geppi 1751
- Geddes da Filicaia
- Gerini, marchesi, 1751
- Gervais
- Della Gherardesca, conti di Castagneto
- Gherardi Piccolomini d'Aragona 1751
- della Gherardesca, conti di Donoratico, 1751
- Gherardini 1751
- Giachi
- Giacomelli
- Giacomini Tebalducci 1751
- Gianfigliazzi 1751
- Giannelli
- Giannetti
- Gianni 1751
- Gilioli
- Gilkens
- Gilles
- Gini
- Ginori, marchesi di Riparbella, Cecina e Bibbona, 1751
- Ginori Lisci
- Giomarelli
- Giorgi
- Giovacchini da Firenzuola
- Giovagnoli
- Giovagnoli Nomis
- Giraldi
- Girolami
- Giugni, marchesi di Camporsevoli, 1751
- De Giunti Modesti
- Giuntini
- Giusti
- Goggi
- Gondi 1751
- Gori 1751
- Grazzini
- Griccioli
- Grifi
- Grifoni 1751
- Grobert
- Grottanelli
- Guadagni, marchesi di San Lorino, di Montepescali, 1751
- Guasconi, marchesi
- Guasconi di Palermo
- Guasconti
- Guazzesi
- La Guerre
- Guerrini
- Guicciardini, marchesi di Campiglia in Val d'Orcia
- Guidetti 1751
- Guidi, conti, 1751
- Guidotti Rustichelli[5]
- Guiducci 1751

## H
- Havet
- Hayrè
- D'Humbourg
- Humburgo

## I
- Incontri, marchesi di Monteverdi (Monteverdi Marittimo) e Canneto, 1751
- Inghirami, marchesi, 1751

## K
- Kaiser

## L
- Landi
- Lami
- Lanfranchi Rossi
- Lanfredini
- Lapi
- Laugier
- Lenzoni 1751
- Leonetti
- Libri 1751
- Lippi 1751
- Lippi Uguccioni
- Lorenzi, conti di Lorenzana e Colle Alberti
- Lorenzini
- Lorentini, Marchesi Terre di Sansepolcro e Bevagna
- Lotteringhi della Stufa, marchesi del Calcione, 1751
- Lottinger
- Lucarini
- Lucarini Manni
- Luccattini
- Luci
- Luciani Passeri
- Luperelli
- Lupi 1532, 12.06.1802
- Lustrini

## M
- Macciagnini 1751
- Macciani
- Macigni
- Del Maestro
- Maggio
- Magnani Gerbi
- Malaspina, marchesi di Mulazzo, di Roccatederighi e Montemassi, 1759
- Malevolti del Benino 1751
- Mancini
- Manetti 1751
- Mannelli Galilei, marchesi, 1751
- Manni
- Mannini
- Mannucci
- Marchi
- Marchionni
- Mari
- Marmi
- Marsili
- Martelli 1751
- Martellini 1751
- Martellini Pontanari della Rena 1751
- Martin
- Martini 1751
- Maruccelli 1751
- Marulli
- Marzichi
- Marzi Medici, marchesi, 1751
- Masetti
- Masetti Dainelli da Bagnano
- Mattei della Scala
- Matteoni da Sommaia
- Del Mazza
- Mazzei Vincenti 1751
- Mazzinghi
- Medici 1751
- De' Medici, marchesi di Castellina Marittima e del Terriccio, pretendenti Granduchi di Toscana dal 1737
- Medici di Zara
- Menchi
- Mercati
- Michelozzi 1751
- Migliorati
- Migliorucci
- Milanesi
- Mililotti
- Minerbetti 1751
- Mini
- Miniati 1751
- Moneta
- Montalvi
- Montemagni
- Morali
- Morelli 1751
- Moresi
- Moretti
- Mori Ubaldini 1751
- Mori Ubaldini Alberti, conti
- Mormorai
- Morrocchi
- Mozzi del Garbo, marchesi, 1751
- Mutti
- Muzzi

## N
- Naldini
- Narvaez e Saavedra 1751
- Nasi
- Nati Poltri
- Della Nave
- Nelli 1751
- Del Nente
- Neretti 1751
- Neri
- Neri Badia
- Neri Ridolfi
- Nerli, marchesi di Ràssina, 1751
- Del Nero, baroni, 1751
- Neroni
- Nervi
- Niccolai
- Niccolini, marchesi di Ponsacco e Camugliano
- Niccolini Sirigatti, marchesi, 1751
- De Nobili 1751
- Novellucci
- Nozzolini
- Nucci

## O
- Obizzi, marchesi di Orciano, 1751
- Orlandi, 1751
- Orlandini del Beccuto, 1751
- Orsi
- Orsini, marchesi di San Savino

## P
- Paganelli 1751
- Pagnini
- Palmieri della Camera
- Palmieri 1751
- Palmieri Pandolfini 1751
- Panciatichi, marchesi di Saturnia, 1751
- Pandolfini, conti, 1751
- Panzanini
- Paolini
- Papi
- Parenti
- Parlatore
- Pasquali 1751
- Pasqui
- Passerini di Pergo, conti, 1751
- Paulucci di Calboli, conti di Bellavista e Calboli, 1751
- Paur de Ankerfeld
- Paver 1751
- Pavesi
- Pavini
- Pazzi 1751
- Pazzi Rucellai 1751
- Pecori, conti, 1751
- Pellegrini
- Pelli
- Pentasuglia di Cuia d'Aragona, principi
- Pepi
- Perini 1751
- Petrini
- Petrowitz
- Peruzzi 1751
- Piacenti
- Pierucci
- Pirri
- Pitti 1751
- Pitti Gaddi 1751
- Poccianti
- Poggi
- De Poirot
- Poirot de la Blandinier
- Poltri
- Poniatowski, principi polacchi, discendenti del re Stanislao II Poniatowski
- Pontanari
- Pontini
- Popoleschi Tornaquinci 1751
- Portigiani
- Dalle Pozze
- Pratellesi
- Pucci, marchesi, 1751
- Pucci da Filicaia
- Puccini

## Q
- Quaglia
- Quaratesi 1751

## R
- Da Rabatta 1751
- Ramirez di Montalvo, signori di Sassetta, 1751
- Ranalli
- della Rena
- Restoni
- Ricasoli, baroni, 1751
- Ricasoli Firidolfi: baroni e signori di Cavriglia
- Ricasoli di Meleto 1751
- Riccardi, marchesi di Chianni e Rivalto, 1751
- Ricci, marchesi
- Ricciardi Serguidi 1751
- del Riccio Baldi 1751
- Ridolfi, marchesi di Montescudaio, 1751
- Ridolfi di Ponte 1751
- Rigogli
- Rilli
- Rimbotti 1751
- Rimediotti
- Rinaldeschi
- Rinaldi Generotti 1751
- Rinuccini, marchesi, 1751
- Ristori
- Roffia 1751
- Ronchivecchi
- Rondinelli 1751
- Rospigliosi
- Rosselli, conti, 1751
- Rosselmini
- de Rossi 1751
- Rossi da Piantravigna
- Del Rosso
- Del Rosso Vaiai 1751
- Roti 1751
- Rucellai 1751
- Rucellai Lippi 1755
- Del Ruota marchesi, 1751
- Ruspoli, marchesi di Roccalbegna, conti di Reschio e principi romani

## S
- Sabatini
- Sacchettini
- De Saint Seigne
- Salvagnoli
- Salvatici
- Salvetti
- Salvi
- Salviati (famiglia), duchi e marchesi di Montieri e Boccheggiano, 1751
- Salvini
- Sangalletti
- Sanminiati 1751
- Sarchi
- Sassatelli
- Sassi
- Sassi della Tosa
- Sauboin
- Scalandroni
- Scalini
- Scaramucci
- Scarlatti 1751
- Schianteschi, conti di Montedoglio, 1751
- Del Sera 1751
- Seratti
- Serguidi
- Sermolli
- Serrati
- Serristori 1751
- Serughi
- Serzelli del Garbo 1751
- Sesti
- Setticelli
- Settimanni
- Siminetti 1751
- Soderini 1751
- Soldani Benzi
- Spina 1751
- Spinelli 1751
- Spini 1751
- Squarcialupi
- Stefanopoli
- Stendardi 1751
- Stiozzi
- Strozzi, duchi e conti, 1751
- Suares de la Conca
- Subbiani
- Suttermans

## T
- Taddei
- Talenti
- Tamburini
- Tassinari
- Tavanti
- Tedaldi 1751
- Tempi, marchesi del Barone, 1751
- Teri 1751
- Terrosi
- Testard
- Tocci
- Tolomei Gucci, conti, 1751
- Tolomei Baldovinetti di Poggio
- Toriglioni
- Tornabuoni (già Tornaquinci) 1751
- Torrigiani, marchesi, 1751
- Torsellini
- Tosi
- De la Tour en Voivre
- Del Turco, conti, 1751
- Del Turco Dazzi

## U
- Ubaldini: conti imperiali di Chitignano, 1751
- Ubaldini da Gagliano 1751
- Ughi 1751
- Ugolini 1751
- Uguccioni 1751
- Ulivelli Ulivieri
- Ulivi
- Urbani

## V
- Vaglienti
- Vai
- De la Valette
- Valleron d'Orqueuaux
- Valori 1751
- Vannucchi
- Vannucci
- Vavassori
- Vecchi
- Vecchietti 1751
- Velluti
- Venturi 1751
- Verdi
- Vernacci
- Del Vernaccia 1751
- Da Verrazzano 1751
- Vespucci 1751
- Vettori 1751
- Vitelli, marchesi del Bùcine, di Cupolona, di Cetona, 1751
- Vitolini
- Vivai (già Del Vivaio)
- Viviani 1751

## W
- Ward

## X
- Ximenes d'Aragona, marchesi di Saturnia, 1751

## Z
- Zati 1751
- Zeti